# باول هاريس (لاعب كريكت بريطاني)
باول هاريس (21 فبراير 1955 في المملكة المتحدة - )  (بالإنجليزية: Paul Harris)‏ هو لاعب كريكت بريطاني. لعب مع نادي مقاطعة بيدفوردشير للكريكت ‏.

## وصلات خارجية
1. 1 2 3 4  CricketArchive (بالإنجليزية), QID:Q2117742